# Карусел (кратки филм)
„Карусел ” је југословенски кратки филм из 1975. године. Режирао га је Милан Кундаковић који је написао и сценарио.

## Улоге
| Глумац             | Улога |
| ------------------ | ----- |
| Цвијета Месић      |       |
| Марија Милутиновић |       |